# Relieves del Instituto Nacional de Previsión
Los relieves del Instituto Nacional de Previsión, ubicados en la plaza del Carbayón, en la ciudad de Oviedo, Principado de Asturias, España, son una de las más de un centenar de esculturas urbanas que adornan las calles de la mencionada ciudad española.
El paisaje urbano de esta ciudad se ve adornado por obras escultóricas, generalmente monumentos conmemorativos dedicados a personajes de especial relevancia en un primer momento, y más puramente artísticas desde finales del siglo XX.
Se trata de unos relieves, obra del escultor Faustino Goico-Aguirre, instalados en el año 1936 en la fachada del edificio del Instituto Nacional de Previsión, sito en la plaza del Carbayón de Oviedo. Están realizados en piedra caliza. Las figuras presentan unas líneas geométricas poscubistas.